# Zucchetti Kos Tennis Cup 2004
Lo Zucchetti Kos Tennis Cup 2004 è stato un torneo di tennis facente parte della categoria ATP Challenger Series nell'ambito dell'ATP Challenger Series 2004. Il torneo si è giocato a Cordenons in Italia dal 9 al 15 agosto 2004 su campi in terra rossa.

## Vincitori

### Singolare
Daniel Gimeno Traver ha battuto in finale  Daniel Köllerer con il punteggio di 4–6, 6–4, 6–3

### Doppio
Leonardo Azzaro /  Kornel Bardoczky hanno battuto in finale  Andrea Merati /  Christophe Rochus con il punteggio di 6–2, 6–0